# Cactus roseus
Cactus roseus là một loài thực vật có hoa trong họ Cactaceae. Loài này được (Scheidw.) Kuntze mô tả khoa học đầu tiên năm 1891.